# Johannes Weyl
Hugo Johannes Julius Ulrich Weyl, Pseudonym: Günther Hocheisen, (* 28. August 1904 in Kiel; † 4. September 1989 in Konstanz) war ein deutscher Journalist, Verleger und Zeitungsherausgeber.

## Kindheit, Jugend und Studium
Johannes Weyl war ein Sohn und das älteste Kind des Juristen Richard Weyl und dessen Ehefrau Bertha Wagner (1877–1955). Er hatte zwei Schwestern und den Bruder Richard. Sein Elternhaus galt als kulturell aufgeschlossen bürgerlich. Ab Ostern 1913 besuchte er die Kieler Gelehrtenschule. Seinem Vater ähnlich wollte er journalistisch und literarisch tätig werden.
Im März 1923 verließ Weyl die Gelehrtenschule mit dem Abitur. Danach schrieb er sich für ein Biologie- und Philosophiestudium an der Universität Kiel ein. 1925 gründete er die „Kieler Universitätszeitung. Wochenschrift für alle Interessen der Kieler Studentenschaft“ und übernahm deren Leitung. Da das Blatt republikanische Tendenzen aufwies, weigerten sich Kunden, Anzeigen zu buchen. Daher erschien das Blatt nur ein halbes Jahr lang. Darüber hinaus redigierte Weyl die „Soziale Hygiene“.
Weyl hielt die Zustände in Kiel für „stockreaktionär“ und studierte daher ab dem Herbst 1925 in München. Während dieser Zeit verfasste er Beiträge unter anderem für die Münchener Post und die liberale „A. Z. am Abend“, für die er insbesondere humorige Gerichtsglossen schrieb. Hinzu kamen Artikel bei renommierten Medien wie der Frankfurter Zeitung, der Vossischen Zeitung oder dem Vorwärts. 1926 erhielt er eine Stelle als Redakteur bei dem Blatt der Hausfrau des Berliner Ullstein-Verlags. Weitere Arbeiten an seiner Dissertation am Pflanzenphysiologischen Institut stellte er ein. Einer der Gründe für die Änderungen von Beruf und Wohnort war seine Heirat.

## Tätigkeit für den Ullstein-Verlag
Beim Ullstein-Verlag bekam Weyl grundlegende Einblicke in eines der seinerzeit führenden Medienhäuser und die Psychologie einer breiten Leserschaft. Außerdem konnte er Kontakte und Freundschaften herstellen, von denen viele sein weiteres Leben beeinflussten. Als die Nationalsozialisten den Verlag gleichschalten wollten, baten die Gebrüder Ullstein Weyl, den Ullstein-Zeitungsverlag zu leiten. Die Eigentümer legten Wert darauf, dass Nachfolger in Führungspositionen ihnen gleichgesinnt waren. Weyl übernahm die Aufgabe in der Hoffnung, den „Geist des Hauses“ so weit es ging erhalten zu können.
Im Sommer 1934 übernahmen Tarnfirmen der NSDAP den Ullstein-Verlag und übertrugen Weyl die Leitung des Zeitschriftenzentralbüros. Er konnte nur noch sehr eingeschränkt frei handeln. Dies beschränkte sich darauf, wenige verlässliche Angestellte vor der Kündigung zu bewahren, die untereinander Informationen austauschten, geheime Kontakte ins Ausland aufrechtzuerhalten und die Zeitschriften soweit möglich zurückhaltend zu gestalten. Weyl selbst sagte hierzu nach 1945, dass es sich um eine „arge Kompromisslerei“ gehandelt habe.
Zu den Personen, mit denen Weyl über einen kürzeren oder längeren Zeitraum zusammenarbeitete, gehörten unter anderem Annedore Leber, Paul Wiegler, Helmut Kindler, Erik Reger, Max Krell, Adam Kuckhoff, Jochen Klepper und der Zeichner Erich Ohser. Weyl regte Ohser zu dessen Bildgeschichten von Vater-und-Sohn an und nahm sie dauerhaft in die Berliner Illustrirte Zeitung auf. 1938 verschaffte Weyl dem Journalisten Sebastian Haffner einen Auftrag zur Arbeit im Ausland. Haffner nutzte diesen, um nach England zu emigrieren. Nach 1945 bestätigten viele Personen, dass Weyl antinazistisch eingestellt gewesen sei und Zivilcourage bewiesen habe. Trotzdem wurde er aufgrund der Tatsache, weiter für den gleichgeschalteten Ullstein-Verlag gearbeitet zu haben, mitunter angegriffen und diffamiert.

## Erste Werke
Im Rahmen der Tätigkeiten als Redakteur und Chefredakteur des „Blattes der Hausfrau“ kam Weyl auf die Idee, lebens- und alltagspraktische Bücher zu schreiben, die vor 1933 binnen kurzer Zeit erschienen. 1932 erstellte er mit Barbara von Treskow „Das Lexikon der Hausfrau“, im Jahr darauf „Das Lexikon der Gesundheit“ und 1934 „Der unerschöpfliche Ratgeber“. Als Günther Hocheisen verfasste er zwei Unterhaltungsromane, die 1937 und 1940 erschienen. Der Roman „Maja zwischen zwei Ehen“ wurde 1937 verfilmt.
Weyl schuf darüber hinaus Theaterstücke, die nicht in den Druck gingen. Dazu gehörte „Die Fahrt der Katharina Karsten (Der Kommandant)“. Dieses Drama spielte im Jahr 1534 an Bord eines lübischen Kaufmannsschiffs.

## Kriegsende und Verlagsgründungen
1944 wurde Weyl zum Kriegsdienst eingezogen, den er als Sanitäter in Bad Gastein leistete. Das Kriegsende erlebte er in Konstanz. In den ersten Wochen der Besatzung schrieb er ein Memorandum, wie künftige Regionalzeitungen grundsätzlich zu gestalten seien. Er selbst wollte zunächst nicht auf dem Gebiet tätig werden. So schrieb er Ende Mai an den Verleger Martin Hürlimann, dass er nicht mehr bereit sei, „unter den Gesichtspunkten der Millionenauflagen und der Maschinenbedürfnisse“ zu arbeiten.
Die französischen Besatzer empfahlen Weyl, eine Tageszeitung herauszugeben. Daraufhin gründete er in Konstanz den Südkurier, der im September 1945 erstmals zu lesen war. Die Zeitung arbeitete rege die Verbrechen der Nationalsozialisten auf. Trotzdem kritisierte eine Linkskoalition aus Konstanz das Blatt schnell und wollte in den Kreis der Herausgeber aufgenommen werden. Mit beeinflusst von einem Wechsel der französischen Regierung und einer geänderten Besatzungspolitik, musste Weyl Anfang 1946 seine Lizenz an den Konstanzer Parteienzusammenschluss abgeben. Er selbst hatte zuvor eine Mitarbeit an einer solchen Mehrparteienzeitung verweigert.
Weyl konzentrierte sich nun darauf, die Halbmonatsschrift „Die Landpost“, die bereits vor dem Südkurier existierte, auf- und auszubauen. Begleitend hierzu gründete er mit seiner Frau den Südverlag. Dieser verlegte die Zeitschriften „Die Erzählung“, redigiert von Ludwig E. Reindl, und „Vision“, redigiert von Gerhard F. Hering sowie nominell Paul Wiegler. Hinzu kamen Broschüren für den Alltag über Gesundheit, Kleidung oder Steuerratgeber und anspruchsvolle literarische Werke.
Weyl verlegte viele Werke von Schriftstellern der Inneren Emigration oder solche, die sich im Exil befanden. Dazu gehörten Martin Gumpert, Otto Zoff, Karl Jaspers, Karl Krolow, die „Vater-und-Sohn“-Geschichten von e.o.plauen oder „Wir waren fünf“ von Viktor Mann. Wie bereits beim Südkurier beschäftigte Weyl beim Südverlag viele Autoren und Mitarbeiter, die zuvor bei Ullstein gearbeitet hatten.
Ende 1948 bekam Weyl alle Rechte als Herausgeber des Südkuriers zurück. Er konzentrierte sich nun vollständig auf den Ausbau des Blattes. Darunter litt der Buchverlag, der aufgrund der Währungsreform zunehmend wirtschaftliche Probleme bekam. Mit Hilfe von Krediten aus dem Marshallplan konnte er aus dem Treuhand-Besitz des Landes Südbaden die Druckerei- und Verlagsanstalt Konstanz kaufen. Dadurch konnte er die Unabhängigkeit seiner Zeitung besser absichern.
1952 gründete Weyl den „Südverlag München-Konstanz“. Gesellschafter des bis 1958 existierenden Verlages waren Theodor Martens und Diedrich Kenneweg. Der Verlag gab die sehr gefragte Romanreihe „Quick“ heraus. Ende der 1950er Jahre engagierte sich Weyl persönlich und schriftlich dafür, in Konstanz eine Universität zu schaffen. Dafür schuf er 1963 die „Konstanzer Blätter für Hochschulfragen“, ein Jahr später „Konstanzer Universitätszeitung und Hochschulfragen“. Beide Blätter erschienen in seinem Universitätsverlag Konstanz, der bis heute besteht. Der Verlag gibt unter anderem die „Konstanzer Universitätsreden“ heraus.
1964 klagte Weyl erfolgreich vor dem Bundesverfassungsgericht. Er forderte, dass die Pressefreiheit auch auf den Anzeigenteil von Zeitungen anzuwenden sei. Dieses Verfahren ging als „Südkurier“-Urteil in die Pressegeschichte ein.
Ab 1985 beendete Weyl schrittweise seine Tätigkeiten als Geschäftsführer. Im Frühjahr 1989 verließ er die Gesellschafter des „Südkuriers“. Der Verlag ging ab 1980 an die Verlagsgruppe Georg von Holtzbrinck.

## Persönlichkeit und Ehrungen
Weyl galt als großzügiger und uneitler Mensch. Zugang zu seiner Person war jedoch nicht einfach zu finden. Er übernahm viele Ehrenämter, darunter im Hauptausschuss des „Verbandes Südwestdeutscher Zeitungsverleger“, im Präsidium des Bundesverbandes Deutscher Zeitungsverleger und im Börsenverein des Deutschen Buchhandels. Außerdem engagierte er sich in der Deutschen UNESCO-Kommission und in universitätsnahen Gremien.
Die Universität Konstanz ernannte Weyl 1976 zum Ehrensenator. 1978 erhielt er die Verdienstmedaille des Landes Baden-Württemberg und die silberne Ehrennadel des Börsenvereins. Jahre zuvor wurde er für das Große Verdienstkreuz des Verdienstordens der Bundesrepublik Deutschland vorgeschlagen, das er jedoch nicht annehmen wollte.

## Familie
Weyl heiratete am 20. Februar 1926 in München Antonie Margarete Marie Anneliese (Annaliese) Nissen (* 27. August 1902 in Berlin; † 20. Juni 1970 ebenda). Sie war eine Pianistin und Managerin und eine Tochter des Marineoffiziers Gustav Nissen (* 4. April 1861 in Schönberg; † 26. Juni 1934 ebenda) und dessen Ehefrau, der Pianistin Hedwig, geborene Doebel (* 1. April 1872 in Gotha; † 20. September 1943 in Kiel). Aus der Ehe ging die Ärztin und Verlegerin Brigitte Weyl (1926–2022) hervor. Die Ehe wurde am 13. November 1930 geschieden.
In zweiter Ehe heiratete Weyl am 20. Dezember 1935 in Berlin die Geschäftsfrau und Malerin Barbara Christel Thilo (* 24. Dezember 1907 in Berlin; † 31. Mai 1991 in Baden-Baden). Sie war eine Tochter des Schäfereidirektors Hans Ludwig Thilo (* 30. November 1869 in Anklam; † 1. Dezember 1953 in Berlin) und dessen Ehefrau Cornelia, geborene Frentzel (* 31. Januar 1880 in Bremen; † 23. Juni 1959 in Konstanz), die eine Sängerin war.